# Kwintelooijen

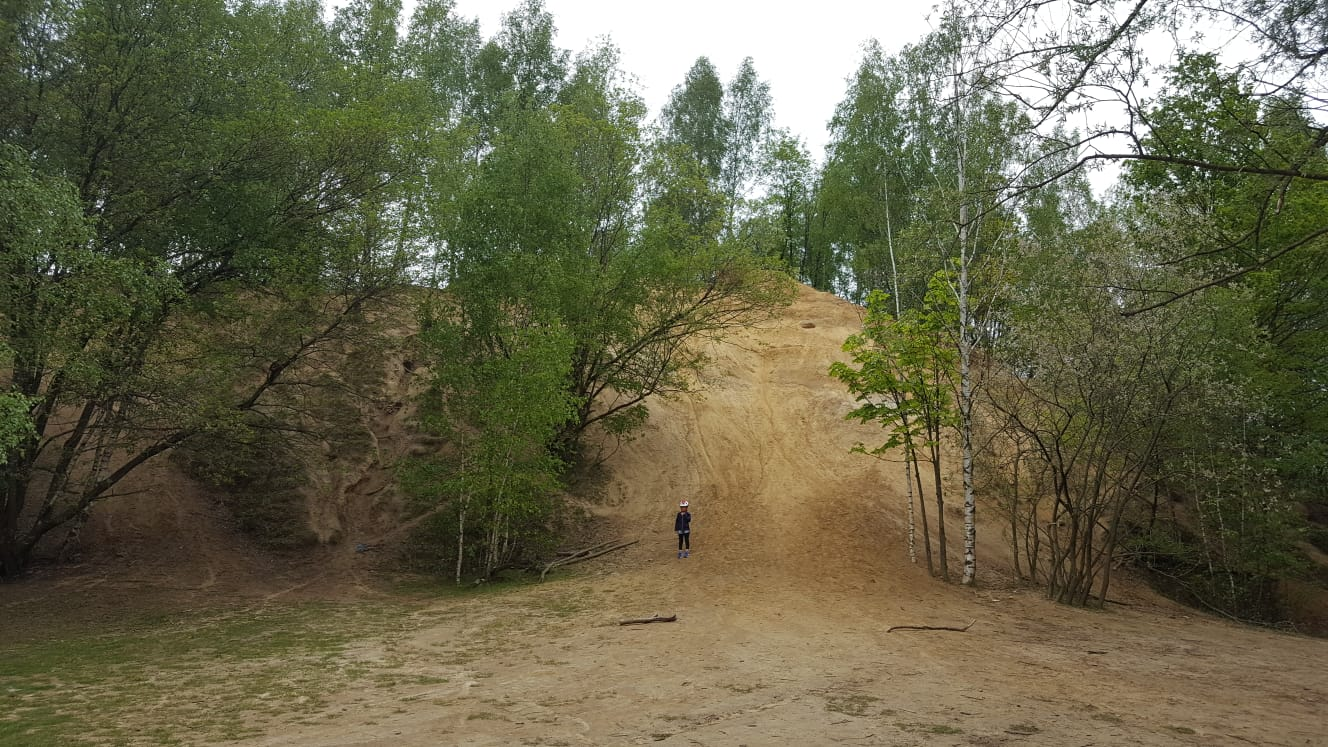
Het ‘Geologische Monument’ wordt vaak gebruikt door kinderen als speelplek

Kwintelooijen is een natuurgebied dat onderdeel is van de Utrechtse Heuvelrug, gelegen ten zuiden van Veenendaal in de gemeente Rhenen. In de jaren 70 deed het gebied dienst als plek voor zandafgravingen. Tegenwoordig beslaat het gebied in totaal 68 ha en is onder te verdelen in een natuurgedeelte (36 ha) en een recreatiegedeelte (32 ha).
Het laatstgenoemde deel bevat vele mogelijkheden voor natuurgerichte en sportieve vormen van recreatie, denk hierbij aan dagrecreatie (inclusief dagcamping), motorcross, mountainbiken en diverse evenementen waaronder hardloop- en fitnesstrainingen. Voor kinderen is Kwintelooijen het ideale gebied om spelenderwijs met de natuur kennis te maken. Zo ligt midden in het recreatieve gedeelte het zogenoemde ‘Geologisch Monument’ waar kinderen op kunnen klimmen. Dit monument is tevens een weergave van het oorspronkelijke reliëf en bodemopbouw.
Kwintelooijen is een zeer divers gebied vanwege de afwisseling in vegetatiesoorten zoals heide, heischraal grasland, open pioniervegetaties, bloemrijk grasland, moerasvegetatie, naaldbos en loofbos. In 2015 is het gehele gebied geïnventariseerd op vaatplanten mossen, korstmossen, paddenstoelen, vogels, zoogdieren, amfibieën, reptielen, vissen, dagvlinders, libellen en diverse overige insecten-groepen. Hierbij zijn 1555 soorten gevonden, waarvan meer dan 70 Rode Lijstsoorten. Zoals de zeldzame kruidachtige plant  kleine tijm (Thymus serpyllum).

## Geschiedenis
De ondergrond van het gebied Kwintelooijen bestaat uit oude rivierafzettingen (zand en klei) die door een voorloper van de Rijn zijn afgezet. Tijdens het Saalien, 150.000 jaar geleden, werden deze rivierafzettingen door landijs opgestuwd tot de Utrechtse Heuvelrug. Door de stuwing zijn de zand- en kleilagen schuin geplaatst, globaal afhellend richting de Gelderse Vallei.
In 1950 begon men met de ontzanding van het gebied van Kwint en Looijen. De naam ‘Kwintelooijen’ is dan ook afgeleid van deze families die samen een twee onder één kap woning hadden aan de Oude Veensegrindweg. Het doel van de ontzanding was zand winnen voor de aanleg van snelwegen en stadswijken. De Raad van State eindigde in 1990 de zandafgraving na een bezwaarprocedure. De oorspronkelijke bosbodem werd weer teruggeplaatst en daarop werden dennen geplant om zo het gebied weer in zijn oorspronkelijke staat te krijgen. Door een droge zomer mislukte de bosaanplanting echter en er trad veel erosie op. Hierdoor ontstonden diepe erosiegeulen met aan de voet van de hellingen puinwaaiers bestaand uit zand en zavel. De fijne klei werd in het vlakke middengebied afgezet. De kleiafzetting was slecht doorlaatbaar, waardoor er na regenval plassen zijn ontstaan. De ondiepe plassen kunnen dan ook incidenteel droogvallen, maar de grote plas was afgegraven tot op het grondwater en staat daarmee waarschijnlijk nog steeds in contact.
Het gebied Kwintelooijen was tot en met 2017 in erfpacht bij het recreatieschap Utrechtse Heuvelrug, Vallei- en Kromme Rijngebied. Sinds 1 januari 2018 is de erfpacht en het beheer van het gebied overgenomen door de gemeenten Rhenen en Veenendaal. Na een onderbreking van acht jaar wordt het natuurgedeelte sinds de zomer van 2018 weer begraasd door runderen.

## Ecologie
Op verschillende plekken in het natuurgedeelte zijn na het beëindigen van de zandafgraving bossen terug aangeplant. Op plekken waar deze bosaanplant is geslaagd is heden ten dage een voedselarme en zure bodem ontstaan waarop naaldbossen terug te vinden zijn. Ondergroei in deze bossen is schaars. Uitzonderingen zijn de vele soorten paddenstoelen die wel aanwezig zijn op de bodem. Enkele delen aan de noordoostkant van het gebied zijn in de jaren 70 niet afgegraven en zijn hierdoor rijk aan de oorspronkelijke vegetatie, sparrenbos. Op de westelijke helling in het heidegebied en ten noorden van de voormalige zandafgraving zijn succesvol stukken heide aangeplant. Door de succesvolle aanplant zijn ook op deze plekken de bodem zuur en voedselarm geworden. Door het staken van het begrazingsbeheer is de heide grotendeels begroeid geraakt met bramen en berken. Op de heide is een zeer grote populatie zandhagedissen (Lacerta agilis) waar te nemen.
Op plekken waar de aanplanting mislukte, ontstonden na beëindiging van de zandafgraving voor het grootste gedeelte spontaan loofbossen op de voedselrijke bodem. Door de bodem variatie is op deze plekken een grote diversiteit aan bomen, struiksoorten en paddenstoelen te vinden. In het erosiegeulen gebied zijn na de mislukte aanplant droge, heischrale graslanden en open, zandige plekken ontstaan. In deze gebieden zijn vooral veel pioniersoorten te vinden, waaronder meerdere soorten zeldzame korstmossen zoals groot en zwart leermos, respectievelijk Peltigera canina en Peltigera neckeri. Door het gestaakte begrazingsbeheer zijn ook veel graslanden verruigd met bramen en berken. De graslanden bij de ingang van het gebied zijn voedselrijker. De struwelen in het gebied zijn vooral ontstaan als gevolg van hakhout van berken, elzen en grauwe wilgen (Salix cinerea).
Rondom de plassen en plekken met een natte, kleiige bodem zijn vochtige graslanden met moerasvegetatie terug te vinden. Deze plassen bevinden zich in het centrum van het terrein. De grote plas is permanent troebel door de karpers, brasem en baars die de bodem omwoelen. De kleinere plassen zijn helder, waardoor veel plantengroei mogelijk is en vallen in jaren met minder precipitatie droog. Het droogvallen van deze plassen is van cruciaal belang voor soorten als de rugstreeppad en de platbuik libelle. Deze soorten nemen echter steeds meer af in aantallen door het ontstaan van een dichte begroeiing in de ondiepe poelen. Daarnaast belemmert het feit dat de poelen eerder in het jaar droogvallen de voortplanting van deze specifieke soorten. In het noorden is een drassig grasland te vinden waar na maaibeheer een vochtig hooiland is ontwikkeld.
Verder is er bloemrijk grasland in het gebied te vinden. Het gebied is rijk aan vele diersoorten zoals verscheidene libellen, graafwespen, graafbijen en paddenstoelen en is er een grote populatie zandhagedissen. Ook zijn er vele populaties broedvogels aanwezig welke door de toenemende aanwezigheid van honden en mensen en het verdwijnen van rietkragen als gevolg van begrazing achteruitgaan.

## Beheer

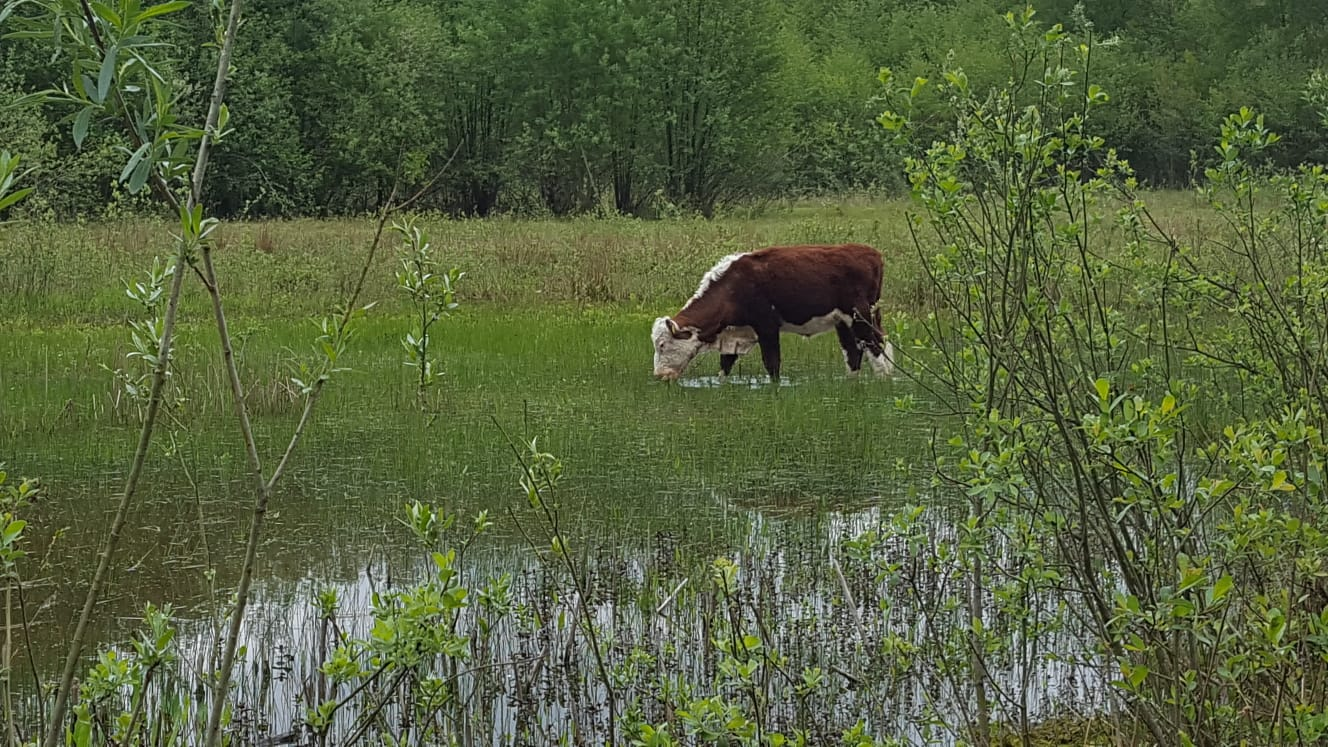
Hereford rund aan het grazen

Beheer van het gebied was eerst in handen van het Recreatieschap Utrechtse Heuvelrug, Vallei- en Kromme Rijngebied en is in 2018 overgedragen aan de gemeenten Rhenen en Veenendaal via het samenwerkingsverband ‘Club Kwintelooijen’.
Het huidige beheer is vooral gericht op het herstellen van het gebied in de oorspronkelijke staat. Herstelbeheer is gewenst omdat er in 2010 door het Recreatieschap voor besloten was de begrazing van het natuurgebied stop te zetten. Dit vanwege een tekort aan financiële middelen, voor onder andere een nieuw veerooster. Het natuurgebied is in die tijd acht jaar onbeheerd en onbegraasd gebleven waardoor een dichte structuur van braamstruiken, bomen en ruigtes is ontstaan. Sinds mei 2018 is begrazing opnieuw ingezet als natuurlijke maai optie. Tien Hereford runderen begrazen nu jaarrond het natuurgebied. Voor het huidige herstelbeheer is een hoge druk echter gewenst om de dichtbegroeide gebieden open te krijgen en te houden. Wanneer het gebied in oorspronkelijke staat hersteld is, zal de begraasdruk afnemen middels een vermindering van het aantal runderen. Op deze manier zal het gebied opengehouden worden en de vestiging van nieuwe zaden bevorderen. Door de lagere graasdruk krijgen meerjarige planten nu ook de kans om te groeien, waardoor de biodiversiteit in evenwicht blijft.
Naast de natuurlijke begrazing wordt ook door de mens ingegrepen middels het openmaken van dichtgegroeide bramen- en berkenterreinen, maaien en het snoeien van elzenbomen. Enkele jaren na het weghalen van overwoekerende vegetatie zal nog meermaals gesnoeid moeten worden om ervoor te zorgen dat er een ‘grazige’ vegetatie ontstaat, die aantrekkelijk is voor de runderen.
Het huidige beheer leidt grotendeels tot het gewenste resultaat, namelijk het openen van dichtbegroeide stukken. Begrazing door runderen is echter niet heel gericht. Ze hebben voorkeur voor plekken met aantrekkelijke vegetatie waaronder poelen met jonge rietscheuten en wilgenbomen. Als gevolg daarvan is er sprake van overbegrazing op die plekken en ontstaat juist onderbegrazing op de heide. Een andere reden van onderbegrazing op de heide is het feit dat deze delen hoger gelegen zijn en dus moeilijker bereikbaar zijn voor de runderen. Een beheermethode die wellicht in de toekomst ingezet zal gaan worden is het inzetten van schapen voor gerichte begrazing van heidegronden. Om overbegrazing te voorkomen worden stukken riet afgezet zodat de jonge rietaanwas de kans krijgt om te groeien waardoor er opnieuw een dichte rietkraag kan ontstaan. Afzetten gebeurt ook bij stukken met rietorchis (Dactylorhiza majalis subsp. praetermissa (Druce)).
Kortom, het huidige beheer is gericht op het herstel van de oorspronkelijke vegetatiesoorten. Na het herstelbeheer zal opnieuw gekeken worden naar manieren om het gebied te behouden in deze staat.

## Noemenswaardige soorten
In 2015 hebben leden van de KNNV-afdeling Wageningen e.o. (Koninklijke Nederlandse Natuurhistorische Vereniging) Kwintelooijen geïnventariseerd op vaatplanten mossen, korstmossen, paddenstoelen, vogels, zoogdieren, amfibieën, reptielen, vissen, dagvlinders, libellen en diverse overige insecten-groepen. Er zijn 1555 soorten gevonden, waarvan 75 Rode Lijstsoorten zijn.
Vooral de paddenstoelen (436 soorten) en vaatplanten (344 soorten) blijken voor dit hoge soorten aantal te zorgen (zie onderstaande tabel). De meeste gevonden paddenstoelsoorten behoren tot de Russula’s, Gordijnzwammen, Boleten of Melkzwammen. Veelvoorkomende vaatplanten in het loofbos zijn, naast de aangeplante zomereik en Amerikaanse eik, de ruwe berk, Amerikaanse vogelkers en enkele wilgensoorten. Het naaldbos bestaat voornamelijk uit de grove den, douglasspar, fijnspar en Japanse lariks. Daarnaast domineert struikhei (Calluna vulgaris) het heidegebied. Ook het totaal aantal soorten kevers blijkt hoog te zijn. Families van de loopkevers, bladhaantjes en snuitkevers zijn het meest vertegenwoordigd.
Van de 75 vastgestelde Rode Lijstsoorten hebben 25 de kwalificatie ‘gevoelig’, 34 ‘kwetsbaar’ en 16 ‘bedreigd’ of ‘ernstig bedreigd’. Voorbeelden van de ernstig bedreigde soorten zijn stinktolletje (Sistrotrema confluens), kleine tijm, bezemkoraaltje (Ramariopsis tenuiramosa), pronksteelboleet, stomp zaagmos (Diplophyllum obtusifolium) en zwart leermos (Peltigera neckeri). Ongeveer de helft van de Rode Lijstsoorten (39 soorten) behoren tot de paddenstoelen, maar ook onder de planten, mossen en korstmossen, vogels, dagvlinders, amfibieën en reptielen van Kwintelooijen blijken Rode Lijstsoorten voor te komen.
De kneu, matkop, groene specht, grauwe vliegenvanger, raaf, huismus en koekoek zijn allemaal broedvogels op de Rode Lijst en zijn in 2015 nog in Kwintelooijen gespot. Het aantal individuen van de kneu en matkop lijkt sinds het jaar 2000 echter af te nemen. Daarentegen werd de huismuis juist voor het eerst in 2015 geïnventariseerd.
Verder zijn er zes soorten amfibieën in het gebied aangetroffen: de bruine kikker, de bastaardkikker, de poelkikker, de gewone pad en de rugstreeppad. Daarvan staat alleen de rugstreeppad op de Rode Lijst. Van de reptielen zijn de hazelworm, levendbarende hagedis, ringslang, zandhagedis en roodwangschildpad (exoot) waargenomen. Van de laatste soort is echter maar één individu gevonden die vermoedelijk is ontsnapt of vrijgelaten. De hazelworm, ringslang en zandhagedis zijn alle drie Rode Lijstsoorten.
In Kwintelooijen zijn geen zoogdieren van de Rode Lijst geïnventariseerd. De soorten zoogdieren die er in 2015 zijn vastgesteld zijn de mol, bosspitsmuis, rosse woelmuis, bosmuis, eekhoorn, ree, vos, das en het konijn.
Data in de tabel verkregen van:
|                              | Rodelijstsoorten | Totaal aantal soorten |
| ---------------------------- | ---------------- | --------------------- |
| Vaatplanten                  | 9                | 344                   |
| Mossen                       | 5                | 119                   |
| Korstmossen                  | 3                | 93                    |
| Paddenstoelen                | 39               | 436                   |
| Broedvogels                  | 7                | 53                    |
| Dagvlinders                  | 2                | 23                    |
| Libellen                     | 0                | 28                    |
| Amfibieën, Reptielen, Vissen | 4                | 15                    |
| Zoogdieren                   | 0                | 9                     |
| Kevers                       | 0                | 114                   |
| Bladmineerders/Gallen        | 0                | 97                    |
| Sprinkhanen/Krekels          | 0                | 17                    |
| Planten-Roofwespen           | 0                | 93                    |
| Nachtvlinders                | 6                | 28                    |
| Ov. Insecten/Slakken         | 0                | 86                    |
| Totaal                       | 75               | 1555                  |

| Rodelijstsoorten   |    |
| ------------------ | -- |
| Gevoelig           | 25 |
| Kwetsbaar          | 34 |
| (Ernstig) Bedreigd | 16 |